# Nikos Nissiotis
Nikos Nissiotis (griechisch Νίκος Νησιώτης; * 21. Mai 1924 in Athen; † 18. August 1986) war ein griechisch-orthodoxer Religionsphilosoph, der als Diplomat und Lehrer die Orthodoxie im Westen zu fördern suchte.

## Leben
Nissiotis studierte von 1942 bis 1947 Theologie und Philosophie in Athen, nach der deutschen Besatzung wandte er sich nach Zürich und studierte dort 1948/1949 – mit Emil Brunner und C. G. Jung. Von 1952 bis 1953 studierte er in Basel bei Karl Barth und Karl Jaspers sowie an der katholischen Universität in Löwen. Sein Doktorat erhielt er 1956 in Athen für die apologetische Auseinandersetzung mit dem agnostischen Existentialismus.
Er wurde Beobachter beim II. Vaticanum (1962–1965), wo er die östlichen und orientalischen orthodoxen Kirchen als Delegierter vertrat, während Lukas Vischer der Delegierte für den Ökumenischen Rat der Kirchen war. Daraufhin wurde er der Direktor (1966–1974) des Ökumenischen Instituts Bossey. Nissiotis diskutierte die Katholizität und Allgemeinverbindlichkeit der allgemeinen (orthodoxen) Kirche unter Bezugnahme auf Ioannis Karmiris und Florowski, mit Verve kämpfte er gegen das Filioque und gegen die häretische Apokatastasis-Lehre zugunsten des Endgerichts.
Nissiotis war von 1975 bis 1986 Vizepräsident des Griechischen Nationalen Olympischen Komitees und von 1977 bis 1986 Präsident der Internationalen Olympischen Akademie. Darüber hinaus war er griechisches Mitglied im IOC.
Er starb bei einem Autounfall zwischen Athen und Korinth.

## Werke (Auswahl)
- Die qualitative Bedeutung der Katholizität. Theologische Zeitschrift Basel Jgg 17, 4/1961, 259-280
- "Secular and Christian Images of Human Person". Theologia 33, Athens 1962, p. 947- 989; Theologia 34, Athens 1963, p. 90-122.
- L’Eglise et la Société dans la Theologie orthodoxe grecque. in L’Ethique sociale... Genf 1966
- Die Theologie der Ostkirche im ökumenischen Dialog: Kirche und Welt in orthodoxer Sicht. Stuttgart: Evangelisches Verlagswerk, 1968
- Maria in der orthodoxen Theologie. In: Concilium 19 (1983), S. 613–625